# Растеряев, Сергей Иванович
Серге́й Ива́нович Растеря́ев (5 февраля 1862 — неизвестно) — купец 1-й гильдии, потомственный почётный гражданин.

## Биография
Сергей Иванович Растеряев был внуком своего полного тёзки, Сергея Ивановича Растеряева, который основал семейное дело в Петербурге во второй четверти XIX в., купца 1-й гильдии, потомственного почётного гражданина. После смерти деда в 1861 г., дело унаследовала его вдова Агриппина (в других источниках Агрофена) Васильевна; после же её ухода из жизни в 1873 г., семейное дело было разделено между её сыном Григорием Сергеевичем и внуком Сергеем Ивановичем.
Сергей Иванович имел в Санкт-Петербурге торговлю инструментальным товаром в собственной лавке в Гостином дворе и ещё трёх в Апраксином дворе. Проживал в собственном доме на Черниговской улице, д. 11, восточнее Новодевичьего монастыря (дом не сохранился).
Был владельцем дробяного завода, поставщиком Двора Его Императорского величества.
С конца 1880-х гг. состоял церковным старостой в приходской церкви Флора и Лавра в селе Гавсарь (ныне Кировский район).
В 1901 г. купил деревни Бор и Мостовая (ныне Кировский район). В этот же год приобрёл у помещиков Величковских в Новоладожском уезде 680 десятин земли недалеко от деревни Каккула (ныне не существует, Кировский район).
Он — инициатор проекта постройки Центрального оптового рынка: комплекса складских, торговых и административных помещений за Московской заставой (Бадаевские склады, названные так впоследствии по имени большевика Алексея Егоровича Бадаева (1883 – 1951), который ещё в 1917 г. стал председателем Петроградской продовольственной управы, а позже – комиссаром продовольствия Петрограда и Северной области; будучи комиссаром продовольствия, Бадаев отвечал за снабжение города, поэтому городские продовольственные склады в народе стали называть Бадаевскими.). Склады С.И. Растеряева, построенные в 1914 г., представляли собой комплекс деревянных складских помещений.
- Начавшаяся война с Германией, а затем революция помешали осуществить этот замысел полностью.

### Личная жизнь
- Малолетняя дочь умерла в 1917 году, похоронена на Новодевичьем кладбище.

## Интересные факты
«Растеряево» — район складов в Санкт-Петербурге между Киевской и Черниговской улицами, а также расположенная здесь товарная железнодорожная станция. 
Свое название Растеряево получило по фамилии владельца этих складов, построенных в 1914 г., – потомственного почетного гражданина, купца 1-й гильдии Сергея Ивановича Растеряева,…